# Richard Oram
Richard Oram  es un historiador escocés y autor independiente. Actualmente, es catedrático de historia medieval en la Universidad de Stirling y catedrático honorario en la Universidad de Aberdeen. 
Tuvo su formación en la Universidad de St. Andrews e hizo su investigación doctoral sobre la historia medieval de Galloway; en el año 2000, publicó The Lordship of Galloway (El señorío de Galloway). Con su biografía sobre el rey David I de Escocia, ganó fama como historiador y fue elegido para escribir el volumen de Alta Edad Media en la serie de Nueva historia de Escocia, Dominación y señoría: Escocia, 1070-1230. Aparte, publicó otros trabajos sobre regiones escocesas, y sobre Mormaer de Mar, siendo uno de los trabajos más conocidos sobre los reyes de Escocia. En el 2004, colaboró junto a Richard Fawcett en la obra Melrose Abbey (Abadía de Melrose).

## Publicaciones
- Oram, Richard. Kings & Queens of Scotland (Google eBook). The History Press, 2011.
- Oram, Richard D. Domination and Lordship: Scotland, 1070-1230 (Google eBook). Edinburgh University Press, 2011.

- Datos: Q606585